# Królowy Most
Królowy Most (dawn. Janopol; biał. Кралёвы Мост) – osada w Polsce położona nad rzeką Płoską w województwie podlaskim, w powiecie białostockim, w gminie Gródek. Leży ok. 20 km na wschód od Białegostoku.
Wieś, położona na skraju Puszczy Knyszyńskiej, ma charakter letniskowy. Jej wcześniejsze nazwy to: Annopol i Janopol – ta druga związana według tradycji z Janem III Sobieskim.

## Opis
Według legendy, podczas podróży do Wołkowyska, w okolicach dzisiejszego Królowego Mostu zatrzymał się Zygmunt August. Wówczas to ponoć w ciągu jednej nocy zbudowano most na rzece Płosce.
W 1871 obok majątku Janopol, nad rzeką, znajdował się tartak, młyn oraz duża fabryka sukna, przy której wzniesiono kilka domów dla robotników.
Według Pierwszego Powszechnego Spisu Ludności w 1921 Królowy Most był folwarkiem liczącym 3 domostwa i zamieszkiwanym przez 20 osób. Wszyscy mieszkańcy zadeklarowali wówczas białoruską przynależność narodową oraz wyznanie prawosławne.
W latach 1954–1972 wieś należała i była siedzibą władz gromady Królowy Most. W latach 1975–1998 miejscowość należała administracyjnie do województwa białostockiego.
Przez Królowy Most prowadzą szlaki turystyczne: Szlak Wzgórz Świętojańskich i Szlak Napoleoński.
W okolicy wsi miały miejsca bitwy w latach: 1807, 1831 i 1863.
We wsi nagrano kilka scen do filmów Jacka Bromskiego U Pana Boga za piecem, U Pana Boga w ogródku, U Pana Boga za miedzą oraz U Pana Boga w Królowym Moście.

## Zabytki

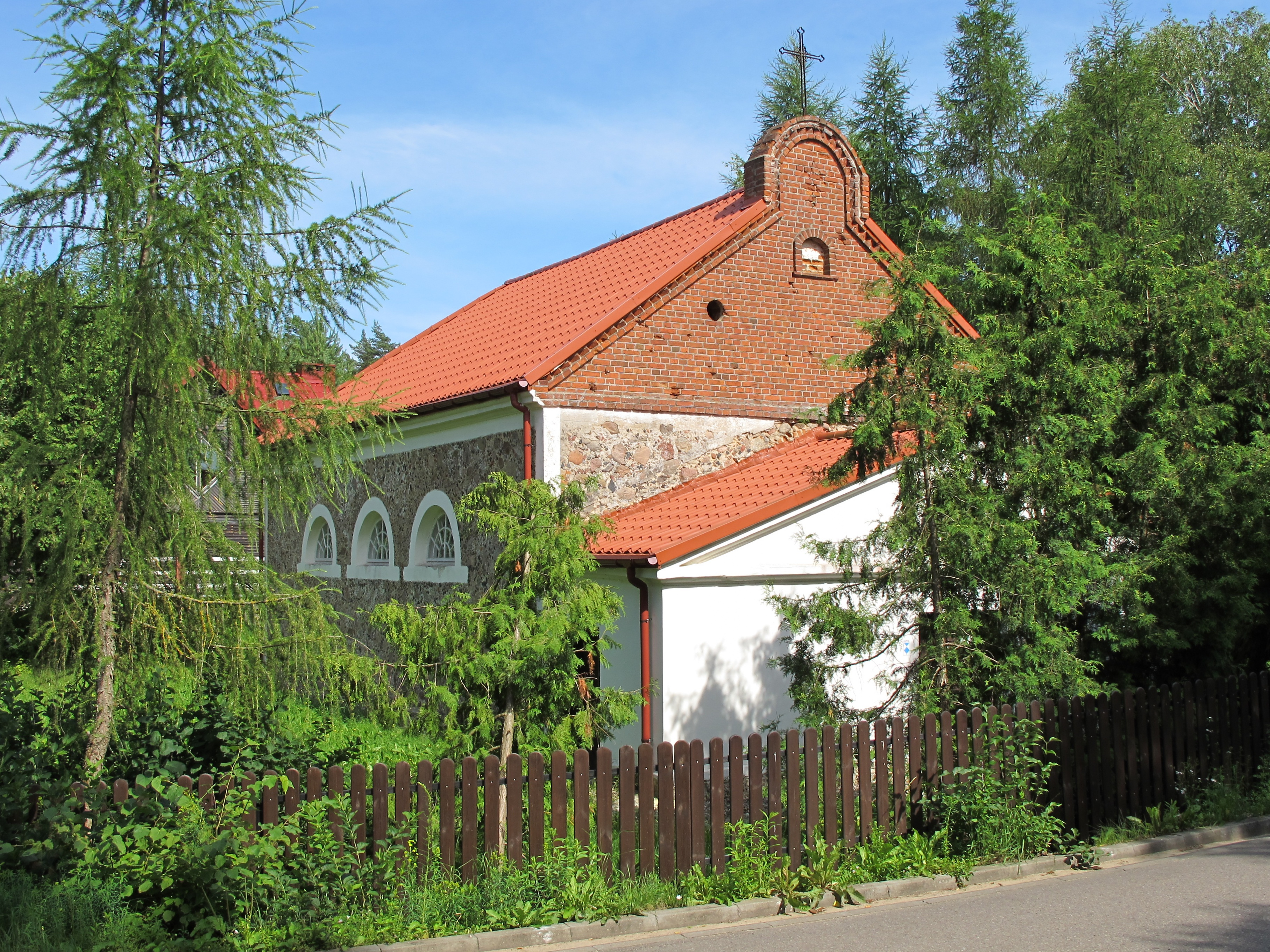
Kaplica rzymskokatolicka pod wezwaniem św. Anny

- rzymskokatolicka kaplica pod wezwaniem św. Anny należąca do parafii w Gródku, 1857, nr rej.:A-382 z 8.10.1986. W latach 1863–1915 obiekt funkcjonował jako cerkiew prawosławna[9].
- prawosławna cerkiew parafialna pod wezwaniem św. Anny – w stylu bizantyjskim na planie krzyża greckiego, z absydą i z trzema wieżyczkami nad szczytami. Wewnątrz znajduje się ikonostas pochodzący z cerkwi w Grodnie, 1913–1939 nr rej.:A-381 z 5.11.1987[10].

- Stare cmentarze: prawosławny i rzymskokatolicki.

## Dojazd
- Królowy Most leży przy drodze krajowej nr 65 prowadzącej do polsko-białoruskiego przejścia granicznego w Bobrownikach.
- Dojazd autobusem PKS Białystok (linia Białystok – Gródek).